# Савченко Роман Миколайович
Роман Миколайович Савченко (нар. 17 лютого 2004, с. Киїнка, Чернігівська область, Україна) — український футболіст, захисник донецького «Шахтаря», який виступає в оренді за «Олександрію».

## Життєпис
Народився в селі Киїнка. Футболом розпочав займатися в «Колосі» (Терехівка), у складі якого з 2012 по 2017 рік виступав в юнацьких змаганнях чемпіонату Чернігівської області. З 2017 по 2021 рік виступав за донецький «Шахтар» у ДЮФЛУ. У складі «гірників» вигравав ДЮФЛУ U-14 (2018) та U-15 (2019). На початку січня 2021 року переведений до юнацької команди «Шахтаря».
На початку березня 2023 року відправився у 1,5-річну оренду до «Олександрію». Спочатку також виступав за юнацьку команду «городян». У футболці першої команди дебютував 24 квітня 2023 року в нічийному (0:0) домашньому поєдинку 22-го туру Прем'єр-ліги України проти петрівського «Інгульця». Роман вийшов на поле на 35-й хвилині замість Сергія Логінова.